# Nicolet (district électoral du Canada-Uni)
Pour les articles homonymes, voir Nicolet (homonymie).
Circonscription électorale provinciale du Canada
Nicolet est un district électoral de l'Assemblée législative de la province du Canada.

## Liste des députés
| Années | Années      | Député                 | Affiliation                     |
| ------ | ----------- | ---------------------- | ------------------------------- |
|        | 1841 - 1842 | Augustin-Norbert Morin | Canadien-français antiunioniste |
|        | 1842 - 1844 | Louis-Michel Viger     | Canadien-français               |
|        | 1844 - 1848 | Antoine-Prosper Méthot | Canadien-français               |
|        | 1848 - 1851 | Thomas Fortier         | Canadien-français               |
|        | 1851 - 1854 | Thomas Fortier         | Réformiste                      |
|        | 1854 - 1858 | Thomas Fortier         | Réformiste                      |
|        | 1858 - 1861 | Joseph Gaudet          | Bleu                            |
|        | 1861 - 1863 | Joseph Gaudet          | Bleu                            |
|        | 1863 - 1867 | Joseph Gaudet          | Bleu                            |